# Svangaskarð
Svangaskarð – stadion piłkarski w Toftir (Wyspy Owcze), otwarty w 1980 r. Może pomieścić 4000 widzów. Domowe mecze rozgrywa na nim B68 Toftir, a do 2011 r. także reprezentacja Wysp Owczych w piłce nożnej.